# Ronnie Spector

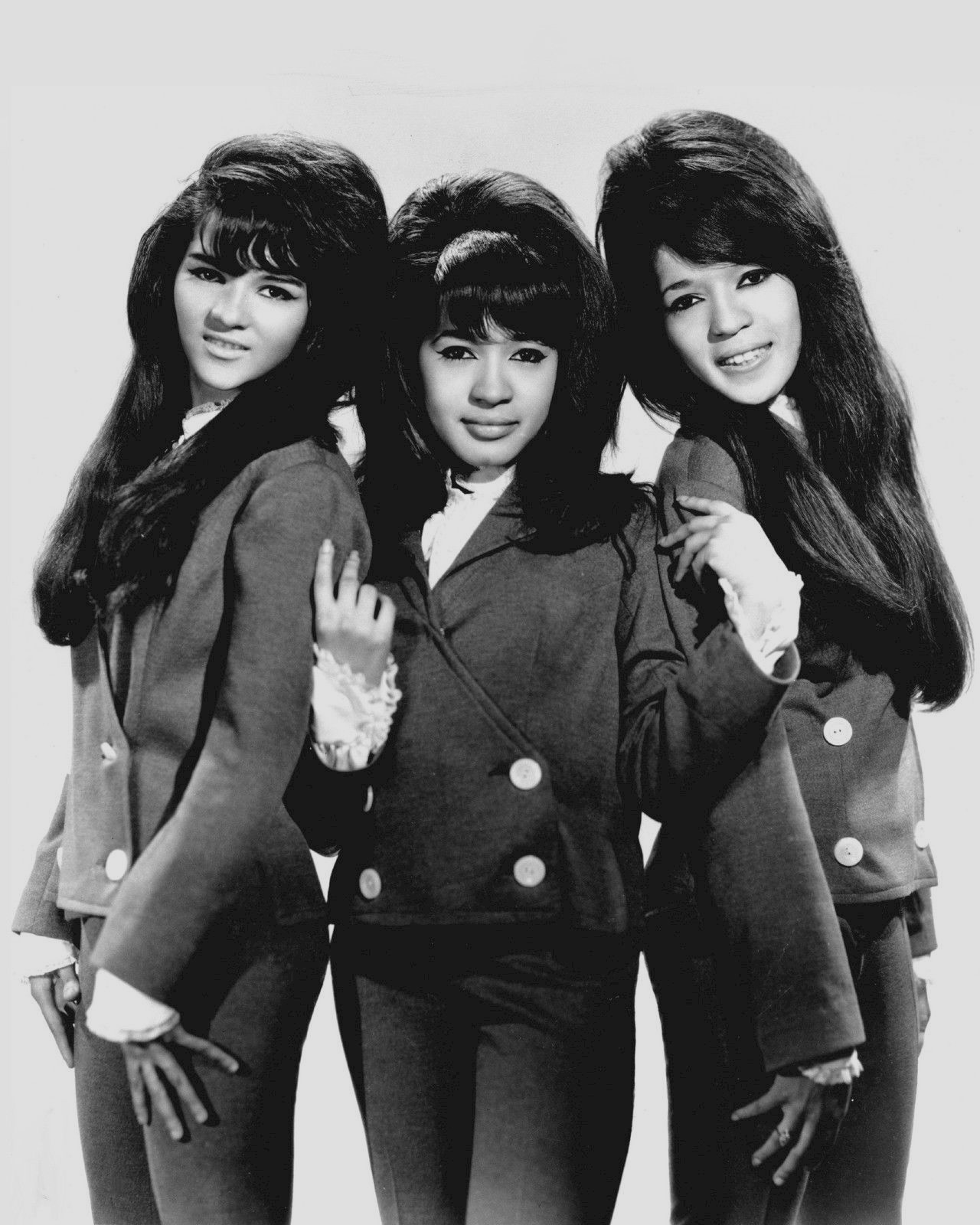
The Ronettes 1966, från vänster
Nedra Talley, Ronnie Spector och Estelle Bennett.

Veronica Greenfield, känd som Ronnie Spector, född Veronica Yvette Bennett den 10 augusti 1943 i New York, död den 12 januari 2022 i Danbury, Connecticut, var en amerikansk sångerska, först sångerska i The Ronettes. När gruppen splittrades gjorde hon solokarriär, bland mycket annat gjorde hon EP:n She Talks to Rainbows (1999), producerad av Joey Ramone och Daniel Rey (utom "I wish I never saw the sunshine"). På Bryan Ferrys skiva Avonmore (2014) är hon med och sjunger på låten "One Night Stand".
Spector var också med och sjöng i låten "Take Me Home Tonight" (1986) som är skriven av Eddie Money. Hon sjöng även med svenska Atomic Swing i låten "So in need of a change", på skivan Bossanova Swap Meet 1994.
Hon var 1968–1974 gift med producenten Phil Spector, samt var syster till Estelle Bennett (1941–2009), även hon medlem i The Ronettes.

## Galleri

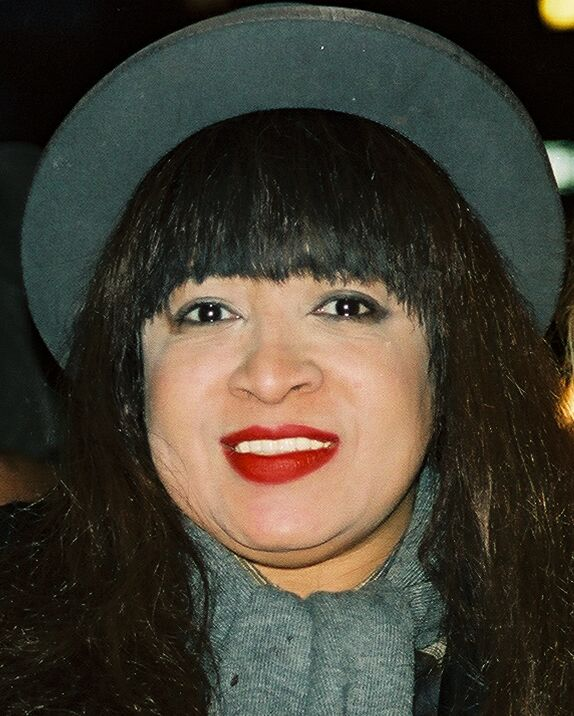
Ronnie Spector 2000.
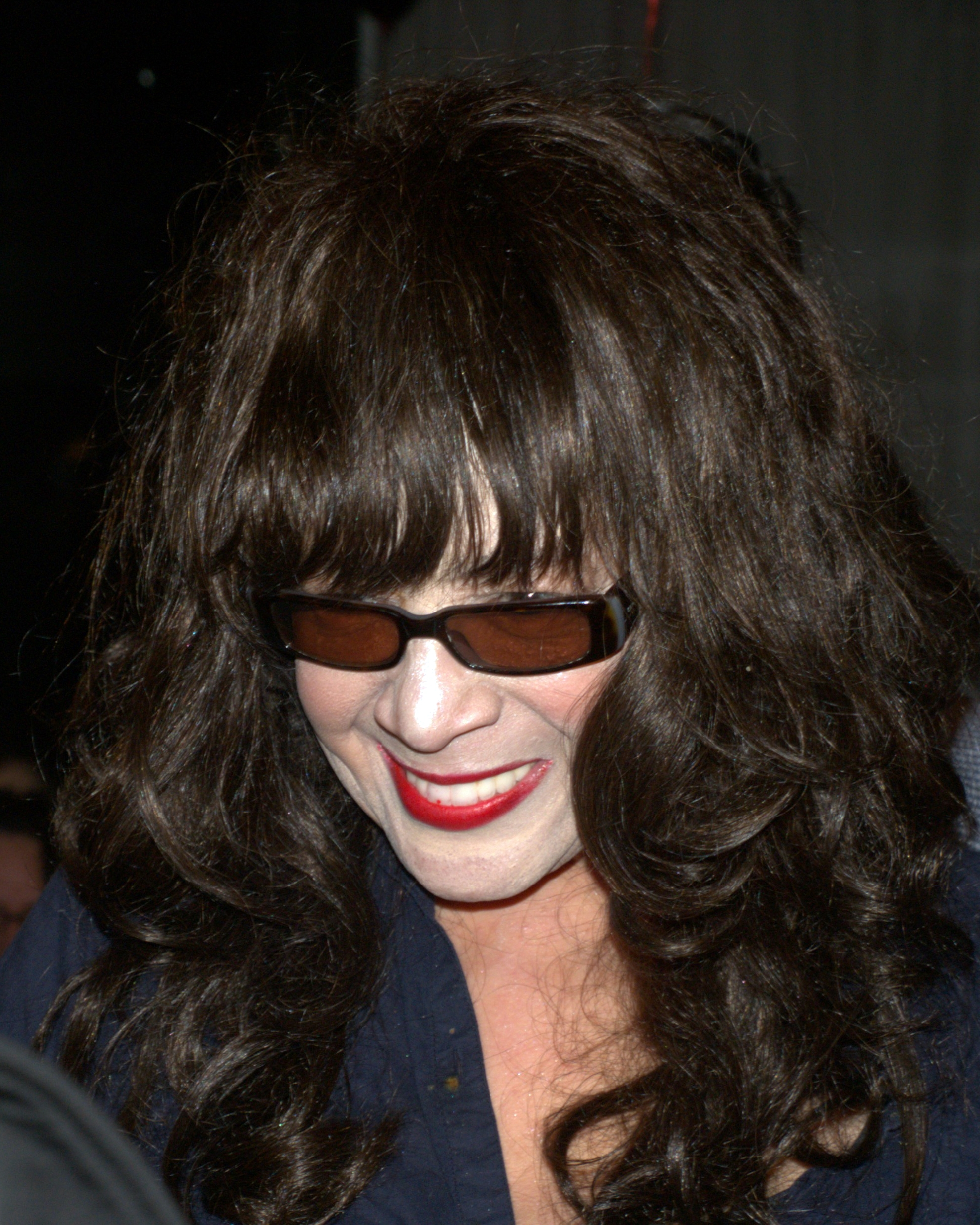
Ronnie Spector 2010.
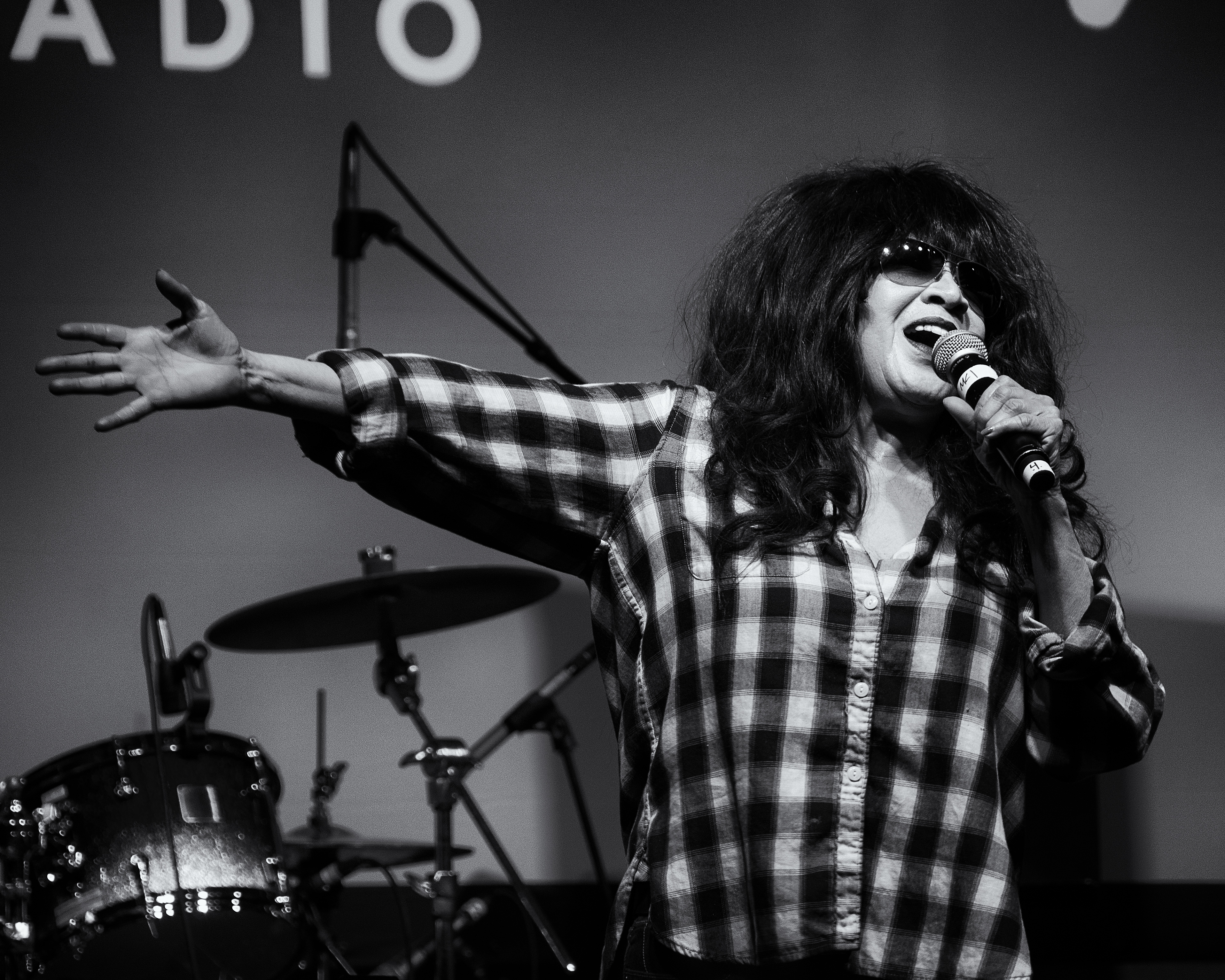
Ronnie Spector 2014.
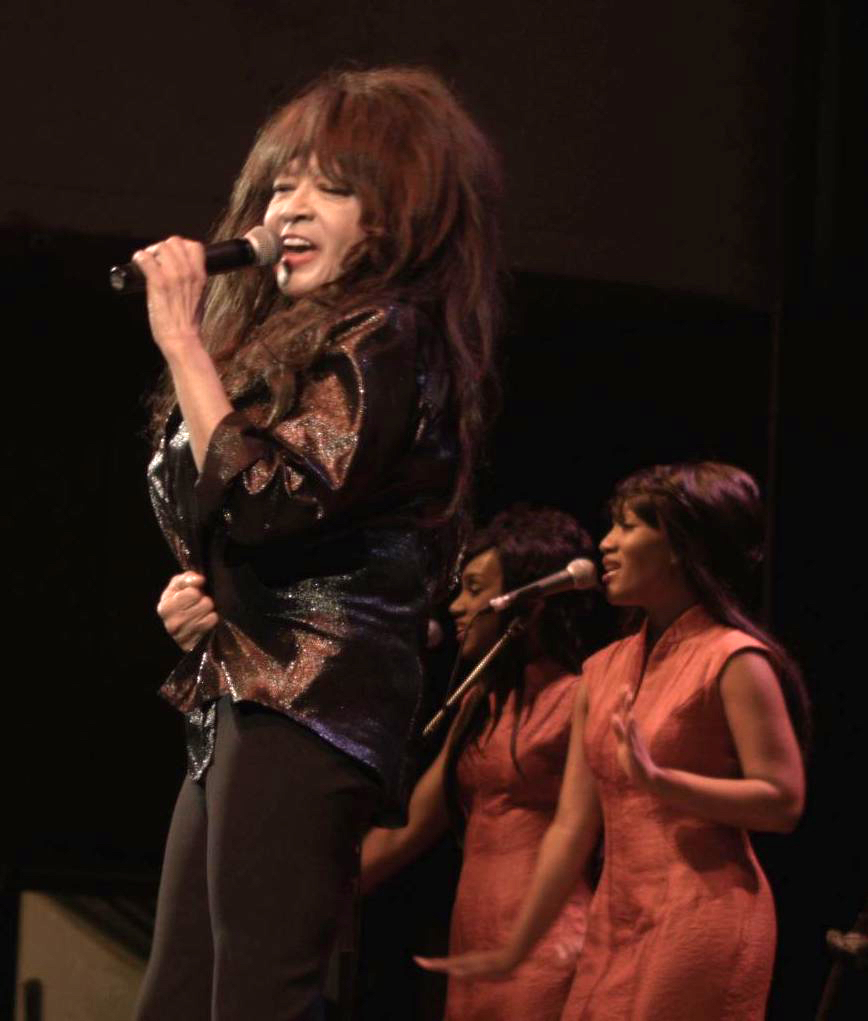
Ronnie Spector i London 2015.